# Маунт-Лорел (Нью-Джерсі)
Маунт-Лорел (англ. Mount Laurel) — селище (англ. village) в США, в окрузі Берлінгтон штату Нью-Джерсі. Населення — 44 633 особи (2020).

## Демографія
Згідно з переписом 2010 року, у селищі мешкали 41 864 особи в 17 538 домогосподарствах у складі 11 289 родин. Було 18249 помешкань
Расовий склад населення:
| - 79,4 % — білих - 9,7 % — чорних або афроамериканців - 7,3 % — азіатів - 0,2 % — корінних американців - 1,0 % — осіб інших рас |

До двох чи більше рас належало 2,4 %. Частка іспаномовних становила 4,6 % від усіх жителів.
За віковим діапазоном населення розподілялося таким чином: 22,3 % — особи молодші 18 років, 61,6 % — особи у віці 18—64 років, 16,1 % — особи у віці 65 років та старші. Медіана віку мешканця становила 41,8 року. На 100 осіб жіночої статі у селищі припадало 87,4 чоловіків;  на 100 жінок у віці від 18 років та старших — 83,5 чоловіків також старших 18 років.
Середній дохід на одне домашнє господарство  становив 110 789 доларів США (медіана — 87 724), а середній дохід на одну сім'ю — 134 705 доларів (медіана — 107 473). Медіана доходів становила 81 421 долар для чоловіків та 61 569 доларів для жінок. За межею бідності перебувало 5,1 % осіб, у тому числі 6,2 % дітей у віці до 18 років та 4,1 % осіб у віці 65 років та старших.
Цивільне працевлаштоване населення становило 21 548 осіб. Основні галузі зайнятості: освіта, охорона здоров'я та соціальна допомога — 26,3 %, науковці, спеціалісти, менеджери — 14,6 %, фінанси, страхування та нерухомість — 11,5 %, роздрібна торгівля — 10,5 %.